# Otto Krommer
Otto Krommer (* 15. Juli 1888 in Aue bei Bennisch, Österreich-Ungarn; † 17. Juni 1945) war ein tschechoslowakischer Politiker (Sudetendeutsche Partei) deutscher Nationalität. Er war von 1935 bis 1938 Abgeordneter des Tschechoslowakischen Abgeordnetenhauses.

## Leben und Werk
Er war Landwirt in Bennisch und trat dem 1918 gegründeten Bund der Landwirte bei. 1935 wechselte er als Mitglied zur Sudetendeutschen Partei, für die er im gleichen Jahr als Abgeordneter in die Nationalversammlung der Tschechoslowakei in Prag einzog. Nach der deutschen Besetzung des Sudetenlandes infolge des Münchner Abkommens erlosch sein Mandat am 30. Oktober 1938. Er starb nur wenige Wochen nach der Wiedergründung der Tschechoslowakei im Juni 1945.